# Kepulauan Sabalana
Kepulauan Sabalana är öar i Indonesien.   De ligger i provinsen Nusa Tenggara Barat, i den centrala delen av landet, 1 300 km öster om huvudstaden Jakarta.